# دافيون ميتشل
دافيون ميتشل (بالإنجليزية: Davion Mitchell)‏ هو لاعب كرة سلة أمريكي يلعب في مركز لاعب هجوم خلفي في نادي سكرامنتو كينغز.

## روابط خارجية
- دافيون ميتشل على موقع إن بي أي (الإنجليزية)
- دافيون ميتشل على موقع سبورتس رفرنس (الإنجليزية)
- دافيون ميتشل على موقع كرة السلة الأوروبية.كوم (الإنجليزية)
- دافيون ميتشل على موقع إي إس بي إن.كوم (الإنجليزية)
- دافيون ميتشل على موقع كلية كرة السلة في سبورتس رفرنس.كوم (الإنجليزية)
- دافيون ميتشل على موقع ريلجم (الإنجليزية)
- دافيون ميتشل على موقع بروبوليرز (الإنجليزية)